# Embarcadero Technologies

O logotipo da Embarcadero Technologies.

Embarcadero Technologies é uma empresa norte-americana de software que desenvolve, produz, licencia e dá suporte a uma ampla variedade de produtos e serviços relacionados a software através das suas várias divisões. Fundada em Outubro de 1993 por Stephen Wong e Stuart Browning com uma única ferramenta de banco de dados para DBAs Sybase lançada em dezembro do mesmo ano chamada Rapid SQL, foi depois desenvolvendo mais ferramentas para desenvolvimento de softwares para Microsoft Windows e outros sistemas operacionais, para design de bancos de dados, desenvolvimento e gestão, para plataformas como Oracle, Microsoft SQL Server, IBM DB2, Sybase e MySQL.